# 26er Ring

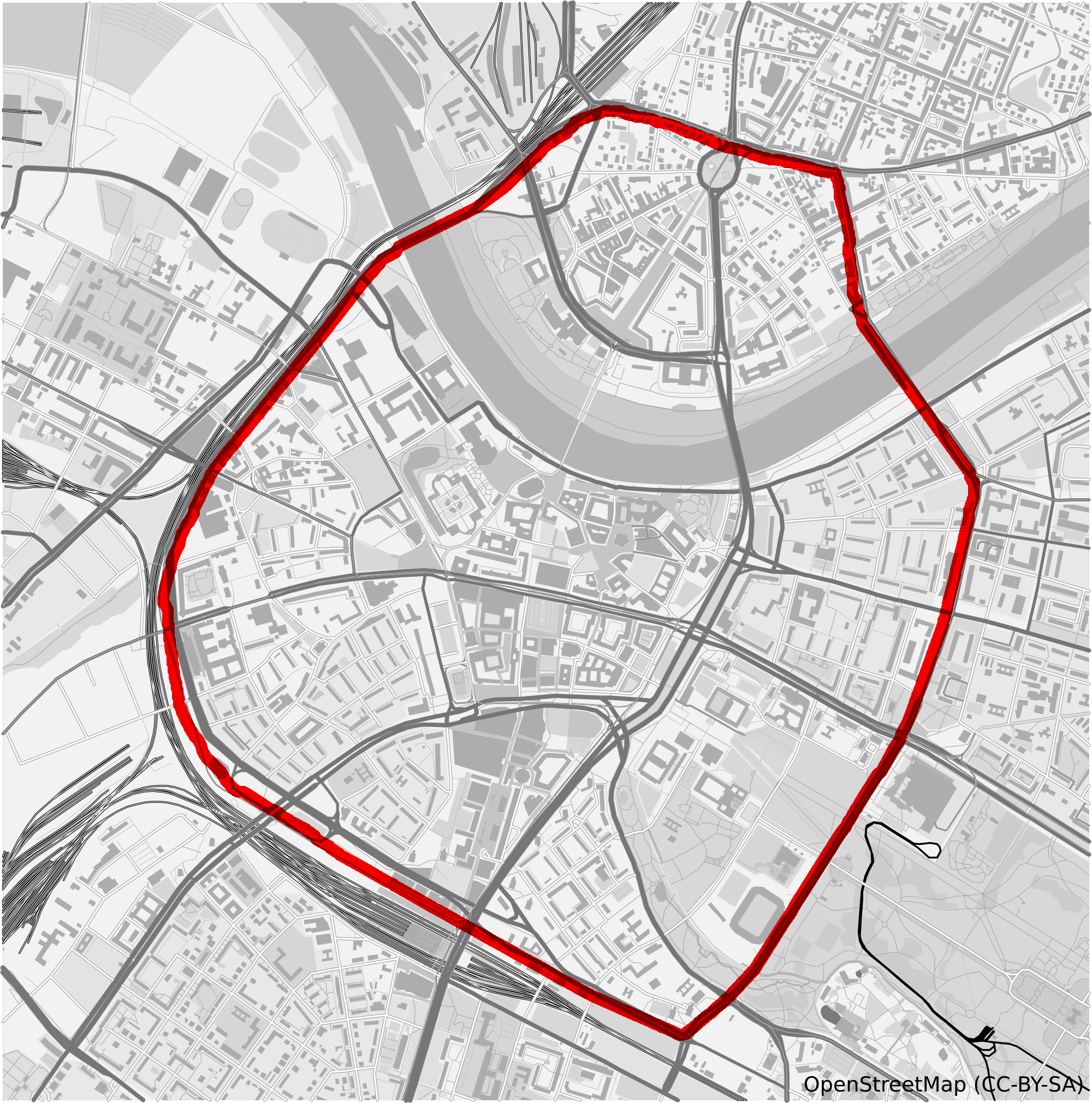
Karte des 26er Rings

Der 26er Ring (nach neuer Rechtschreibung auch 26er-Ring mit Bindestrich) in Dresden stellt die äußere Umfahrung im Innenstadtbereich dar. Er umschließt gegen den Uhrzeigersinn die Stadtteile Wilsdruffer Vorstadt, Seevorstadt und Pirnaische Vorstadt des Stadtbezirk Altstadt auf südlicher Elbseite und die Innere Neustadt auf der nördlichen. Sein Umfang beträgt etwa 9 Kilometer, sein Durchmesser liegt bei etwa 3 Kilometern.

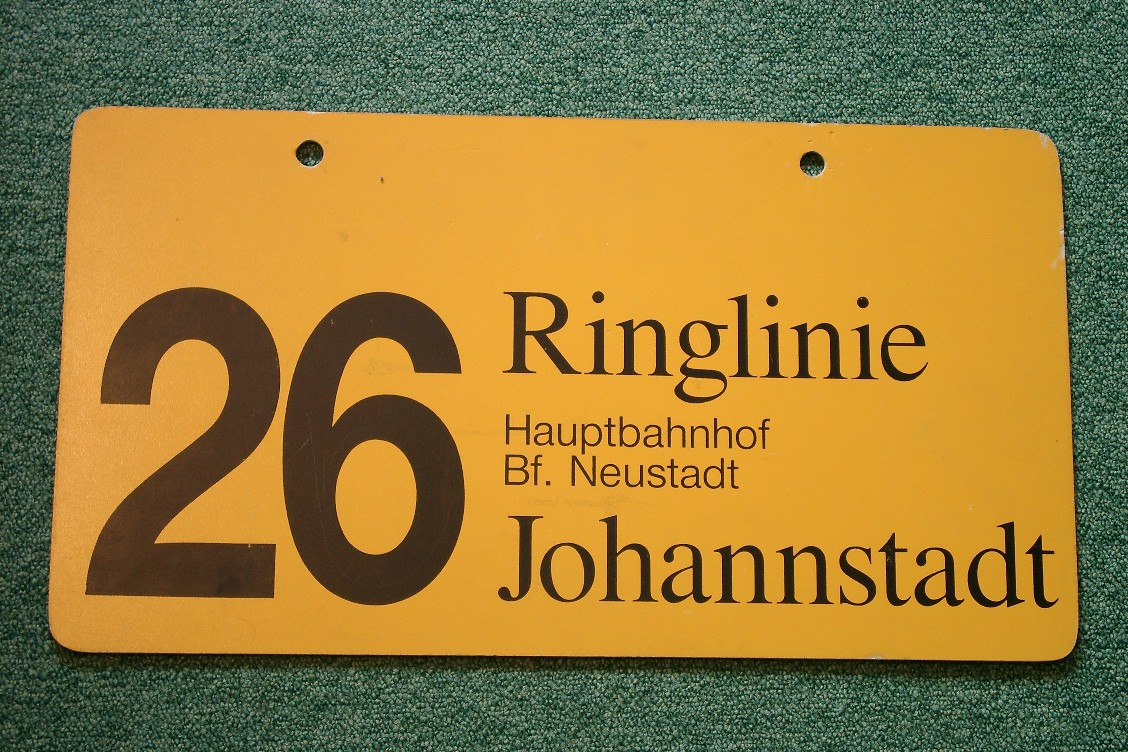
Altes Linienschild der mittlerweile eingestellten Ringlinie

Benannt ist der Stadtring nach der erstmals 1904 eingerichteten und 1909 zum Vollring umgewandelten Ring-Straßenbahnlinie 26, die mit teilweise langjährigen Unterbrechungen und sich ändernden Endpunkten im historisch gewachsenen Netz der Straßenbahn bis zum Jahr 2000 existierte. Der Begriff 26er Ring ist kein Eigenname, hat sich aber umgangssprachlich erhalten und wird vielfach als Kurzbezeichnung oder Abgrenzung der Dresdner Innenstadt verwendet.
Im Einzelnen umfasst der 26er Ring folgende Straßen und Plätze (im Uhrzeigersinn, ausgehend vom Bahnhof Dresden-Neustadt): Antonstraße – Bautzner Straße – Glacisstraße – Rosa-Luxemburg-Platz – Albertbrücke (Elbquerung) – Sachsenplatz – Sachsenallee – Güntzplatz – Güntzstraße – Straßburger Platz – Lennéstraße (am Großen Garten) – Gellertstraße – Wiener Straße – Wiener Platz (mit Tunnel, Zufahrt in genannter Richtung über Sidonienstraße) – Ammonstraße (Tunnel), oberirdisch Wiener Platz – Ammonstraße – Könneritzstraße – Marienbrücke (Elbquerung) – Antonstraße.

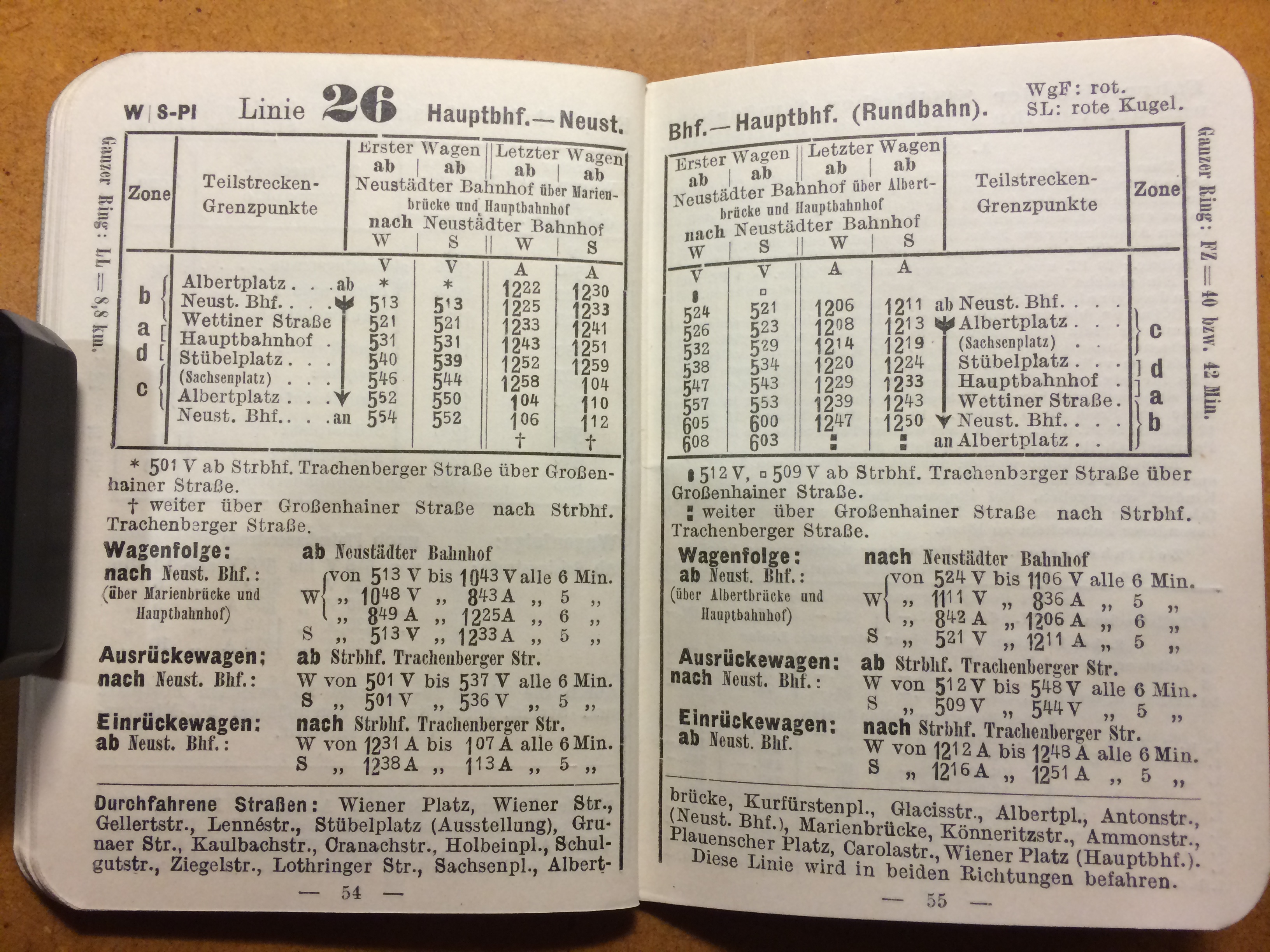
Fahrplan der Ringlinie 26 von 1910.

Bis zum Jahr 1928 befuhr die Linie 26 anstelle der Eliasstraße (heute Güntzstraße) im östlichen Teil des Ringes die parallel führenden Kaulbachstraße, Cranachstraße und Schulgutstraße und kreuzte dabei den Seidnitzer und den Holbeinplatz. Keiner dieser Straßenzüge wurde beim Wiederaufbau der Pirnaischen Vorstadt berücksichtigt, heute erinnert nur noch das einstige Trafohäuschen des Seidnitzer Platzes (im Hinterhofgrün der Seidnitzer Straße) an die historischen Gegebenheiten.
Am Ring liegen die Fernbahnhöfe Hauptbahnhof und Dresden-Neustadt, der S- und Regionalbahnhof Dresden Mitte und seit 2004 der S-Bahnhof Freiberger Straße. Die Bahnanlagen verlaufen im südlichen und westlichen Teil des Rings auf einer Gesamtlänge von fast 5 Kilometern parallel zu diesem. Die Elbe überquert der Ring über die Marienbrücke im Westen und die Albertbrücke im Osten. Für den Straßenverkehr wurde in den 1990er Jahren am Hauptbahnhof beziehungsweise Wiener Platz ein Tunnel errichtet, der die wichtige Ein- und Ausfallstraße B 170 niveaufrei kreuzt.
Die Bedeutung des 26er Rings in der heutigen Infrastruktur ist nicht mehr durchgängig so groß wie noch bis 1945: Die Innenstadt wird mittlerweile durch besser ausgebaute Straßen durchquert.
Alle (regulären) heutigen Linien der Dresdner Straßenbahn befahren oder kreuzen in ihrem Verlauf die Ringstrecke. Diese selbst wird heute durch die Linien 6 (nördlicher und westlicher Teil), 13 (östlicher Teil) und 10 (östlicher, südlicher und westlicher Teil) befahren, diese Linien sind im Liniennetzplan der Dresdner Verkehrsbetriebe gelb dargestellt. Außerdem nutzen in kürzeren Teilstücken zusätzlich die Linien 3, 7, 9 und 11 den Ring.

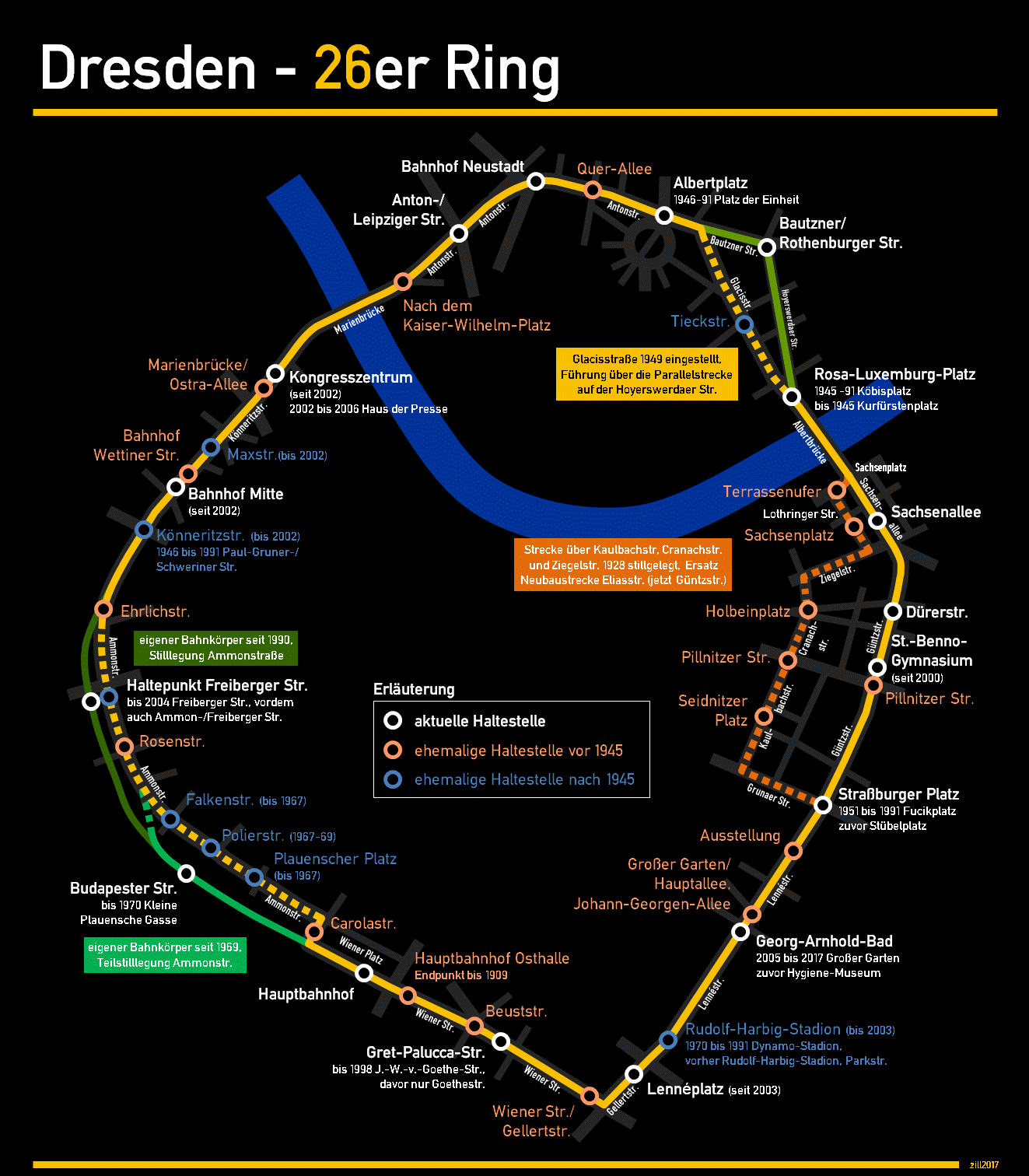
Historischer Überblick auf die Strecke des 26er Rings: In Gelb der ursprüngliche Ring, farblich abgesetzt die Veränderungen im Laufe der Zeit.

Die am stärksten befahrenen Abschnitte befinden sich zwischen Hauptbahnhof und Lennéplatz bzw. Bahnhof Neustadt und Albertplatz mit je drei Straßenbahnlinien. Zwischen Sachsenallee und Straßburger Platz bzw. S-Bf. Freiberger Straße und dem Kongresszentrum verkehrt lediglich eine Linie. Auf allen anderen Strecken verkehren zwei Straßenbahnlinien.

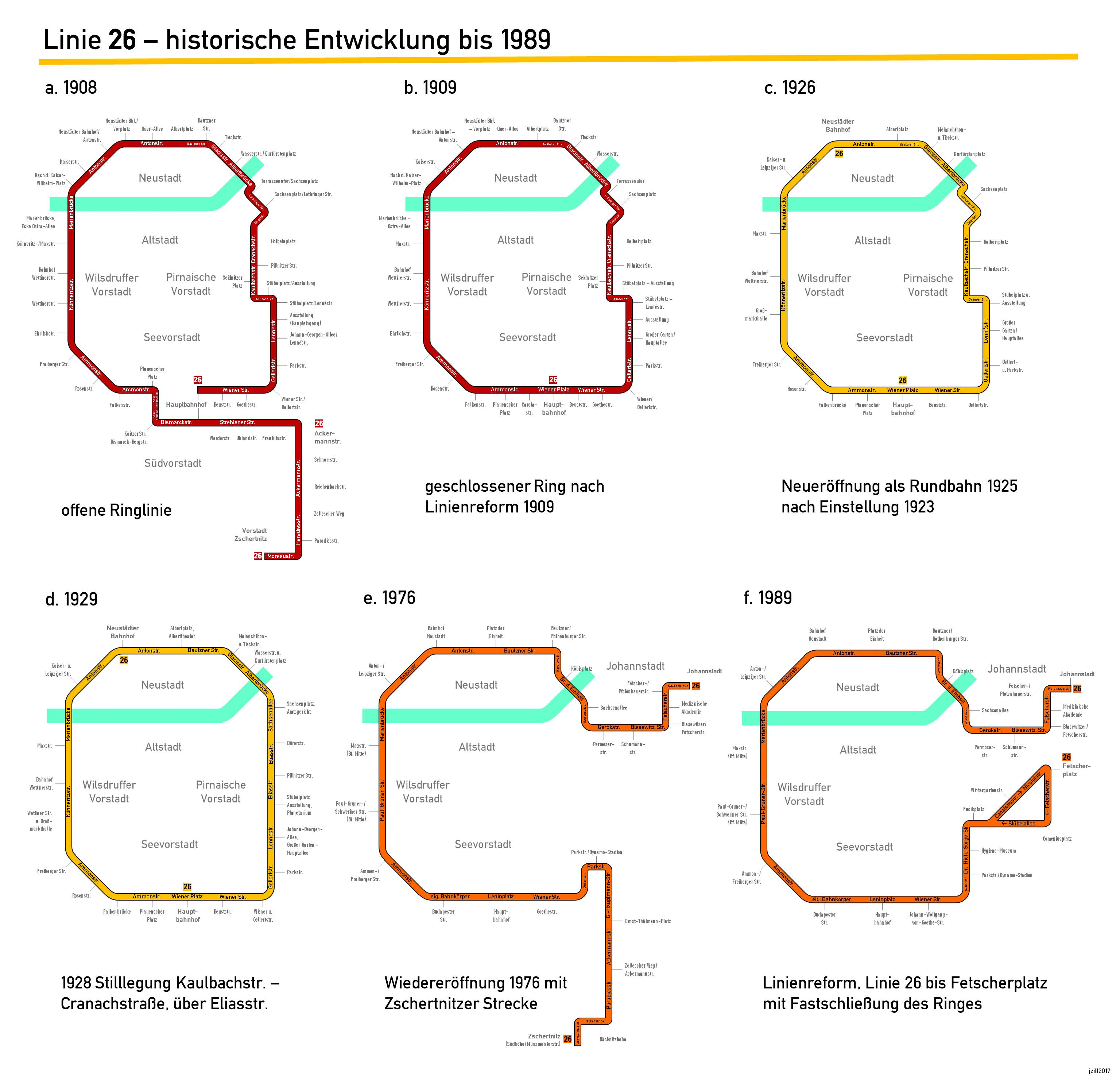
Genese der Linie 26. Die originale Ringlinie bestand bis 1948, die Wiedereinführung erfolgte 1976.

Von der ursprünglichen Ringstrecke wird der 1949 stillgelegte und anschließend zur Gleisgewinnung ausgebaute Abschnitt auf der Glacisstraße zwischen Bautzner Straße und dem (heutigen) Rosa-Luxemburg-Platz nicht mehr befahren. Für deren Ersatz wurde an der Kreuzung Bautzner Straße/Rothenburger Straße ein Abzweig in die Hoyerswerdaer Straße eingebaut, der heute von der Linie 6 genutzt wird. Dass es überhaupt möglich war, den Ring an dieser Stelle auf eine benachbarte Straße zu verlegen, ist den Anfängen der Dresdner Straßenbahn geschuldet, als es zwei konkurrierende Gesellschaften mit eigenen Netzen gab.
Der Abschnitt zwischen Hauptbahnhof (Wiener Platz) und Könneritzstraße wurde zwischen Güterbahnhofstraße und Wiener Platz 1969 und der nördlich anschließende Streckenteil entlang der Ammonstraße 1990 völlig unabhängig vom historischen Straßenverlauf auf einen eigenen Bahnkörper entlang der Eisenbahnanlagen verlegt.
Die nächstinnere Ringstraße ist der Promenadenring (Marienstraße/Dr.-Külz-Ring/St. Petersburger Straße/Terrassenufer), die nächstäußere der Äußere Stadtring.
Wegen Bauarbeiten im Hauptbahnhof und einer damit verbundenen Vollsperrung fuhr am 24. Februar 2024 erstmals seit der Linienreform 2000 wieder die Linie 26, allerdings nur als Ersatzverkehr-Linie. Dabei befuhr sie nur zwischen Hauptbahnhof und dem Bahnhof Dresden-Neustadt den 26er-Ring. Zwischen dem 7. Juni und dem 9. Juni 2024 soll diese Linie ein weiteres Mal verkehren.